# Buggles
Buggles (także The Buggles) – brytyjski zespół grający muzykę nowofalową, powstały w roku 1977. W skład zespołu wchodzili Trevor Horn (gitara basowa, gitara, perkusja, wokal), Geoff Downes (perkusja i klawisze), Bruce Woolley oraz Hans Zimmer.
Oficjalna nazwa zespołu używana m.in. na albumach i singlach jest bez przedimka "The" jednak w prasie i literaturze często także z przedimkiem.

## Dyskografia

### Albumy
- The Age of Plastic (1980)
- Adventures in Modern Recording (1981)